# 石坂正
石坂 正（いしざか せい、1950年12月24日 - ）は、日本中央競馬会(JRA)栗東トレーニングセンターに所属していた元調教師。
ヴァーミリアン、三冠牝馬ジェンティルドンナほか、数々の活躍馬を管理していた。
佐賀県出身。立命館大学経済学部卒。実子は調教師の石坂公一。

## 経歴
1950年、佐賀県に生まれる。父親は佐賀大学にて英文学専攻の教授をしていた。学生時代から熱心な競馬ファンであり、立命館大学を卒業後に北海道へ移り、競走馬の牧場に就職。この時は長続きせず退職し、以後しばしアルバイト生活を送った。しかし1978年、致命的な骨折からの闘病を続けていた競走馬・テンポイント死亡の報に接して、突如「無性に牧場で働きたく」なり、競馬雑誌に掲載されていた優駿牧場（現・待兼牧場）の従業員募集に応募、28歳で同場に就職した。
半年後、優駿牧場創立者の一名である中央競馬調教師・内藤繁春（滋賀県栗東トレーニングセンター所属）に誘われ、内藤の元で厩務員となった。翌年調教助手資格を取得し、1982年には新規開業した同郷の橋口弘次郎厩舎へ移籍。以後15年間橋口厩舎で助手を務めた。

### 調教師時代
1997年3月、通算12回目の受験で調教師免許を取得し、翌1998年3月、栗東トレーニングセンターに自身の厩舎を開業した。初年度から11勝と新人としては好成績を挙げた。2年目は期待馬であったキョウエイユカの死亡などもあり12勝と伸びなかったが、翌2000年10月、管理馬ダイタクヤマトがスプリンターズステークスで16頭立て16番人気という低評価を覆して優勝。石坂と共に重賞初勝利をGI競走で飾った。同馬は石坂の開業祝いに橋口厩舎から転厩となった経緯があり、移籍当時は準オープン馬であった。
2001年からは年間30勝前後を安定して記録するようになり、2006年には アロンダイトがジャパンカップダートを制して6年ぶりのGI制覇。2007年にはヴァーミリアンとアストンマーチャンで5つのGI級競走（含むJpnI）を制した。ヴァーミリアンは世界最高賞金競走のドバイワールドカップに2年連続で出走したほか、2009年にはJBCクラシックを制したことでGI勝利が8となり、JRA顕彰馬のシンボリルドルフ、テイエムオペラオー、ディープインパクトなどが保持したGI勝利数の日本記録を更新。最終的には2010年に川崎記念を制して記録を9まで伸ばした。
2011年には自己最高の年間44勝（JRA）を挙げて優秀調教師賞を初受賞した。翌2012年にはジェンティルドンナで桜花賞を勝ちクラシック競走初勝利。さらに同馬は優駿牝馬（オークス）、秋華賞を制して史上4頭目の牝馬三冠を達成し、石坂も史上11人目の三冠トレーナーとなった。
2021年2月28日をもって、定年のため調教師を引退。
生涯通算成績は（JRA）5813戦690勝 GI14勝 GII13勝 GIII22勝（地方）123戦19勝 GI9勝 GII6勝 GIII3勝（海外）6戦2勝 GI1勝　

## 調教師成績
|            | 日付          | 競馬場・開催  | 競走名          | 馬名             | 頭数 | 人気 | 着順 |
| ---------- | ------------- | ------------- | --------------- | ---------------- | ---- | ---- | ---- |
| 初出走     | 1998年3月7日  | 1回中京3日9R  | 沈丁花賞        | ダンツチャージ   | 16頭 | 9    | 4着  |
| 初勝利     | 1998年3月21日 | 1回阪神7日7R  | 4歳500万下      | ダンツチャージ   | 10頭 | 2    | 1着  |
| 重賞初出走 | 1999年2月7日  | 2回京都4日11R | きさらぎ賞      | サンキングラッド | 15頭 | 12   | 4着  |
| GI初出走   | 1999年12月5日 | 5回阪神2日11R | 阪神3歳牝馬S    | マターラミツル   | 14頭 | 11   | 6着  |
| GI初勝利   | 2000年12月7日 | 5回中山8日11R | スプリンターズS | ダイタクヤマト   | 16頭 | 16   | 1着  |

### 受賞
- 優秀調教師賞（関西）（2011年）

## 主な管理馬

### GI級競走優勝馬
太字はGI・JpnI競走
- ダイタクヤマト（2000年スプリンターズステークス、スワンステークス、2001年阪急杯）
- アロンダイト（2006年ジャパンカップダート）
- ヴァーミリアン（2004年ラジオたんぱ杯2歳Sステークス、2005年彩の国浦和記念、2006年ダイオライト記念、名古屋グランプリ、2007年川崎記念、JBCクラシック、ジャパンカップダート、東京大賞典、2008年フェブラリーステークス、JBCクラシック、2009年帝王賞、JBCクラシック、2010年川崎記念）
- アストンマーチャン（2006年小倉2歳ステークス、ファンタジーステークス、2007年スプリンターズステークス、フィリーズレビュー）
- ブルーメンブラット（2008年マイルチャンピオンシップ、府中牝馬ステークス）
- ジェンティルドンナ（2012年桜花賞、優駿牝馬、秋華賞（中央競馬牝馬3冠）、ジャパンカップ、シンザン記念[3]、ローズステークス[4]、2013年ジャパンカップ、2014年ドバイシーマクラシック、有馬記念[5]）
- ベストウォーリア（2013年ユニコーンステークス、2014年マイルチャンピオンシップ南部杯、プロキオンステークス、2015年マイルチャンピオンシップ南部杯、プロキオンステークス）
- モーニン（2016年フェブラリーステークス、根岸ステークス）
- シンハライト (2016年優駿牝馬[6]、チューリップ賞、ローズステークス)

### その他重賞競走優勝馬
- ナスダックパワー（2001年ユニコーンステークス）
- サンライズペガサス（2002年大阪杯、2005年大阪杯、毎日王冠）
- サカラート（2005年東海ステークス、ブリーダーズゴールドカップ、日本テレビ盃、2008年マーキュリーカップ）
- ブライトトゥモロー（2007年新潟大賞典）
- キングスエンブレム（2010年シリウスステークス）
- クレスコグランド（2011年京都新聞杯）
- イタリアンレッド（2011年七夕賞、小倉記念、府中牝馬ステークス）
- エピセアローム（2011年小倉2歳ステークス、2012年セントウルステークス）
- アダムスピーク（2011年ラジオNIKKEI杯2歳ステークス）
- ドナウブルー（2012年京都牝馬ステークス、関屋記念）
- ソリタリーキング（2012年東海ステークス、日本テレビ盃、2013年マーキュリーカップ）
- エクスペディション（2012年小倉記念）
- レッドクラウディア（2012年クイーン賞）
- タッチングスピーチ (2015年ローズステークス)
- リラヴァティ （2016年マーメイドステークス）
- ダイアナブライト（2021年クイーン賞）※地方転厩後

## 主な厩舎所属者
※太字は門下生。括弧内は厩舎所属期間と所属中の職分。
- 平田修（1998年-2005年 調教助手）
- 赤木高太郎（2010年 騎手）
- 荻野要（2010年-2021年 騎手→調教助手）
- 服部寿希（2019年-2021年 騎手）